# Südatlantik

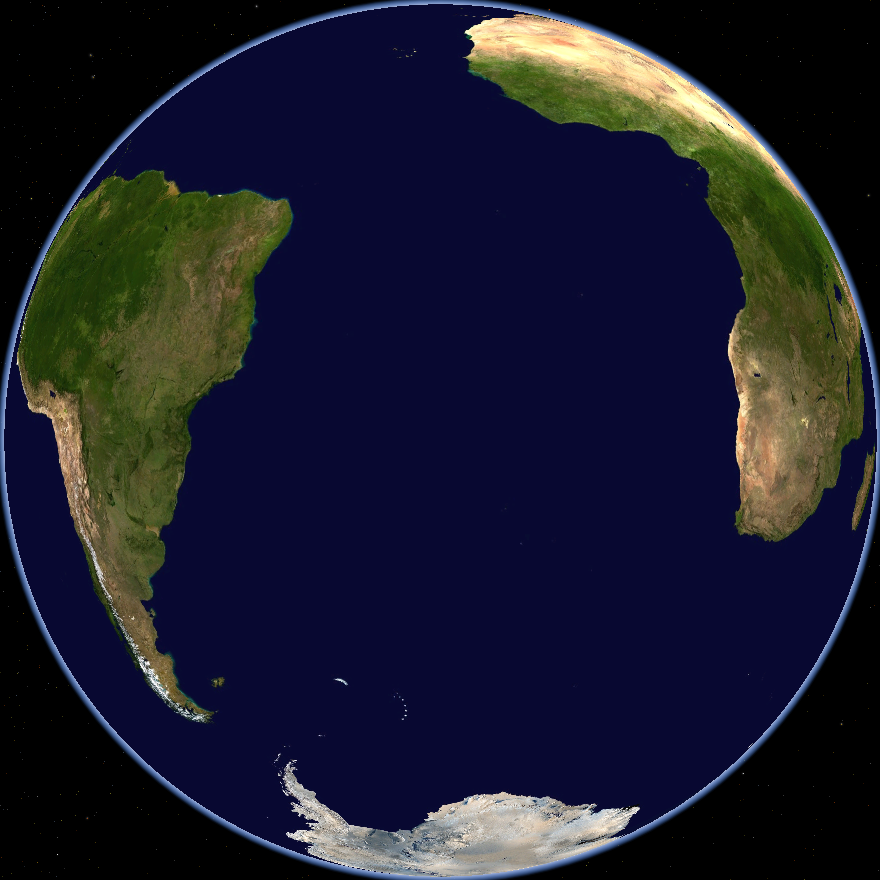
Südatlantik

Der Südatlantik ist der Teil des Atlantischen Ozeans, der südlich des Äquators und des Golfs von Guinea zwischen Südamerika und Afrika liegt (vergleiche: Nordatlantik). Im Süden grenzt der Südatlantik an den Südlichen Ozean, im Südwesten an den Pazifischen Ozean, im Südosten an den Indischen Ozean.

## Inseln
Im Vergleich zu anderen großen Meeren ist der Südatlantik kaum gegliedert und es finden sich nur wenige Inseln. Wichtige Inselgruppen und Inseln im Südatlantik sind die Falklandinseln, Südgeorgien und die Südlichen Sandwichinseln, São Tomé und Príncipe, Annobón sowie die Eilande Ascension, Tristan da Cunha, St. Helena, Trindade und Martim Vaz.
Vor der Küste Namibias befinden sich eine Reihe kleinerer unbewohnter Inseln, die Pinguininseln.

## Geschichte
Die Entdeckungsgeschichte des Südatlantiks begann mit den europäischen Seereisen in die Neue Welt und nach Indien am Beginn der frühen Neuzeit. Die moderne meereskundliche Erforschung setzte jedoch erst im 20. Jahrhundert ein. Pionierarbeit leisteten unter anderem die Fahrten der Fram (Amundsens Fram-Expedition, 1910–1912) und der Meteor (Deutsche Atlantische Expedition, 1925–1927).

## Tiefseebecken
- Angolabecken
- Argentinisches Becken
- Brasilianisches Becken
- Kapbecken